# Đèo Noọng Dẻ
Đèo Noọng Dẻ là đèo trên quốc lộ 7 ở huyện Kỳ Sơn tỉnh Nghệ An, Việt Nam .

## Vị trí
Đèo ở trên vùng đất bản Noọng Dẻ xã Nậm Cắn huyện Kỳ Sơn, trên quốc lộ 7 tới Cửa khẩu Nậm Cắn là điểm cuối quốc lộ trên đất Việt Nam. Đỉnh đèo cách đường biên giới cỡ 8 km. Đường đèo hiểm trở .
Cửa khẩu Nậm Cắn là cửa khẩu quốc tế, thông thương sang cửa khẩu Namkan ở huyện Nong Het tỉnh Xiêng Khoảng, CHDCND Lào.

## Tên đèo
Tên đèo được đặt theo Quyết định 373-NV của Bộ Nội vụ ngày 23 tháng 7 năm 1968, theo tên bản Noọng Dẻ, thay tên đèo vốn có tên bằng tiếng Pháp là Đèo Barthélémy.